# City One (stacja MTR)
City One (chiński: 第一城) – jedna ze stacji MTR, systemu szybkiej kolei w Hongkongu, na Tuen Ma Line. Została otwarta 21 grudnia 2004. 
Obsługuje obszar mieszkalny City One w dzielnicy Sha Tin, w Nowych Terytoriach.